# Mendota (Illinois)
Mendota è un comune degli Stati Uniti d'America, situato in Illinois, nella Contea di LaSalle.